# Felda (Ohm)
Die Felda ist ein gut dreißig Kilometer langer grobmaterialreicher, silikatischer Mittelgebirgsbach im Hohen und Unteren Vogelsberg und im Ohmtal sowie ein südöstlicher und rechtsseitiger Zufluss der oberen Ohm im hessischen Vogelsbergkreis. An ihrem Oberlauf trägt sie auch die Bezeichnung Katharinenbach und am Mittellauf Sengersbach.

## Geographie

### Verlauf
Die Felda entspringt als Katharinenbach am erweiterten Nordfuß des Sieben Ahorn (mit 753 m dritthöchster Gipfel des Vogelsberges) in 630 m Höhe auf dem Gemeindegebiet von Ulrichstein, etwa 2 km südöstlich der Kernstadt und 1,9 km südsüdöstlich der Ohmquelle. Sie fließt nach einem kurzen Ausflug nach Nordosten in nordwestliche Richtungen.
Dabei passiert die Felda den Ulrichsteiner Ortsteil Helpershain und daraufhin diverse Ortsteile von Feldatal und Gemünden, bis sie schließlich im Nordwesten des Unteren Vogelsberges, nah der Nahtstelle zum Vorderen Vogelsberg, bei Nieder-Gemünden auf einer Höhe von etwa 220 m und von rechts in die Ohm mündet.
Auf der Strecke von etwa 30,1 Kilometern überwindet die Felda einen Höhenunterschied von etwa 415 Metern. Sie hat somit ein mittleres Sohlgefälle von etwa 14 ‰.
An bekannten Erhebungen werden insbesondere der Goldene Steinrück (578 m, südöstlich von Helpershain) und der Bildsteinskopf (498 m, nordöstlich von Köddingen) von Westen her berührt.

### Einzugsgebiet
Das 107,6 km große Einzugsgebiet der Felda liegt im Hohen Vogelsberg, Unteren Vogelsberg und Vorderen Vogelsberg und wird über die Ohm, die Lahn und den Rhein zur Nordsee entwässert.
Es grenzt
- im Nordosten an das Einzugsgebiet des Göringerbachs, einem Zufluss der Antreff, und an das der Antreff selbst, die über die Schwalm und die Eder zur Fulda entwässert,
- im Osten an das der Antreff und der Schwalm, sowie an das des Schwalmzuflusses Wannbach,
- im Südosten an das des Brennerbachs, einem Zufluss der Lauter, dem linker Oberlauf der Schlitz, die in die Fulda mündet,
- im Süden an das des Lauterzuflusses Eisenbach und an das des Gilgbach, der über den Ilsbach und den Seenbach in die Ohm entwässert und
- im Westen an das der Ohm selbst.

### Zuflüsse
Zuflüsse von der Quelle zur Mündung mit Länge in km, Einzugsgebiet in km² und Mittlerer Abfluss in l/s. Daten nach WRRL-Viewer Hessen.
- Bach aus der Rotwiese (Katharinenbach) (links), 1,9 km
- Fischbach[2][3] [GKZ 25824136] (links), 1,5 km
- Roßbach (rechts), 1,4 km
- Welsbach (rechts), 2,0 km
- Trockenauer Bach (links), 8,3 km, 9,80 km²
- Zeilbach (links), 7,2 km, 8,11 km²
- (Bach aus dem) Fritzengrund (links), 5,1 km, 6,23 km²
- Elsgraben (links), 2,6 km
- Goldbach[3] (rechts), 0,4 km[4]
- Mehlbach (rechts), 4,2 km 7,51 km²
- Otterbach (links), 3,6 km, 5,21 km²
- Örtenröder Bach (links), 6,9 km (mit Eisenbach 10,9 km), 22,75 km², 203,2 l/s